# Chalybeate Springs (Carolina del Norte)
Chalybeate Springs es un área no incorporada ubicada del condado de Harnett en el estado estadounidense de Carolina del Norte. La comunidad se estableció por primera vez en 1760 y fue nombrado por los manantiales cercanos que contienen  hierro en torno a las sales que se desarrolló un complejo de salud a tiempo. La comunidad fue establecida formalmente como ciudad en 1902 por el Raleigh y El Cape Fear Railway, que es ahora parte de la Norfolk Southern Ferrocarril.